# Brush, Colorado
Brush är en stad (city) i Morgan County, i delstaten Colorado, USA. Enligt United States Census Bureau har staden en folkmängd på 5 292 invånare (2011) och en landarea på 6,4 km².